# بازه (گلبهار)
بازه (چناران)، روستایی از توابع بخش گلبهار شهرستان چناران در استان خراسان رضوی ایران است.

## جمعیت
این روستا در دهستان بیزکی قرار دارد و براساس سرشماری مرکز آمار ایران در سال ۱۳۸۵، جمعیت آن ۱۱۳ نفر (۲۷خانوار) بوده‌است.